# Топономастика
Топономастика или топонимика је област ономастике која се бави лингвистичким проучавањем топонима, односно географских назива. Назив потиче од грчких речи: topos - место и onoma - име, назив. Као научна дисциплина, топономастика се бави значењем, пореклом, структуром и фреквенцијом топонима. Топономастика се проучавањем топонима бави у три равни, од којих се прва односи на анализу сваког појединачног топонима, друга се односи на компаративну анализу сродних топонима, док се трећа односи на општу анализу топонимије (топонимског корпуса) на одређеном подручју или у одређеном историјском извору. По предмету истраживања, топономастика је блиско повезана са семантиком, етимологијом, историјском географијом, историјском демографијом, етнологијом, картографијом и другим научним дисциплинама које се из својих углова баве географским називима.